# Ống khí

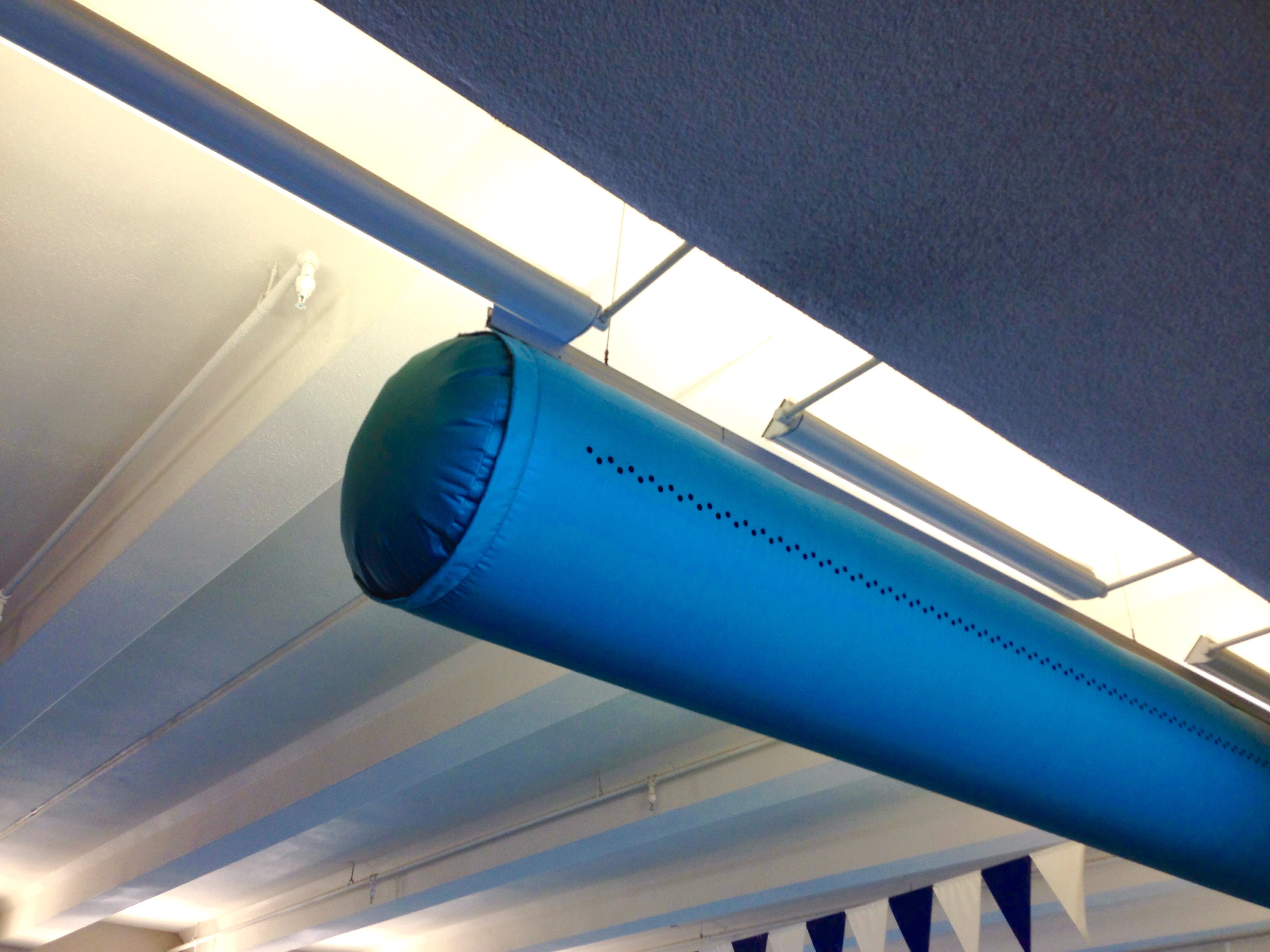
Ống không khí trong một bể bơi trong nhà

Ống khí là một dụng cụ hình ống làm bằng vải vải được sử dụng để phân phối không khí không có gió lùa và cung cấp không khí điều hòa thay thế cho các ống thép xoắn ốc hoặc hình chữ nhật truyền thống có lưới tản nhiệt và khuếch tán. Các ống dẫn vải thường rẻ hơn về chi phí vật liệu, và lắp đặt nhanh hơn các hệ thống kim loại thông thường.

## Tổng quan
Các ống dẫn có thể được treo trên bất kỳ loại trần nào vì các ống chỉ nặng khoảng 1–5 kg tùy thuộc vào kích thước ống dẫn. Ống khí được gắn trên các thanh nhôm hoặc dây cáp ép đùn, chúng được treo trên trần nhà và liên tục phụ trợ các ống dẫn dọc theo chiều dài của chúng.
Hệ thống ống khí rất linh hoạt và có thể được điều chỉnh theo tất cả các kích thước, hình dạng và độ dài có thể cho hầu hết tất cả các loại phòng và ứng dụng. Hệ thống vận tốc thấp khuếch tán không khí qua các lỗ trên bề mặt hoặc vi mô, vận tốc cao hơn, hệ thống trộn sử dụng các lỗ cắt laser hoặc Vòi phun / Máy bay phản lực để thải khí.
Các ống dẫn có một loạt các màu tiêu chuẩn và màu tùy chỉnh, vì vậy chúng không yêu cầu sơn bảo vệ.
Ống cũng có thể có hình dạng nửa hình tròn (hình d), hình tròn, phần hình tròn, hình bầu dục và hình chữ nhật.
Ducts cũng có thể được thiết kế với hệ thống treo bên trong hoặc bên ngoài sẽ giúp duy trì hình dạng của ống dẫn mà không có luồng không khí.
Ống khí vải thường có giá thấp hơn rất nhiều so với các hệ thống ống dẫn truyền thống cũng như thời gian lắp đặt ngắn hơn đáng kể. Làm sạch ống khí hiệu quả hơn nhiều so với ống dẫn cứng mà thường không bao giờ được làm sạch do thiếu khả năng tiếp cận; ống dẫn vải có thể được làm sạch trong máy giặt và dễ dàng lắp đặt lại.
Bảo trì ống khí vải dễ dàng hơn nhiều so với ống dẫn cứng. Các ống dẫn cứng / truyền thống thường không được làm sạch do các biến chứng về chi phí và khả năng tiếp cận, trong khi đó ống khí thường được tháo ra và làm sạch trong máy giặt và lắp đặt lại dễ dàng.

## Hình ảnh
- Ống khí phía trên một bể bơi trong nhà[liên kết hỏng]    [ liên kết chết vĩnh viễn ][ liên kết chết vĩnh viễn ]
- Ống khí trong văn phòng[liên kết hỏng]    [ liên kết chết vĩnh viễn ][ liên kết chết vĩnh viễn ]
- Ống khí cong với vòi phun
- Cửa hàng ống khí
- Ống khí khói hoạt hình